# Kopf hoch – Brust raus!
Kopf hoch – Brust raus! (Originaltitel: Carry On Sergeant) ist eine britische Filmkomödie von Gerald Thomas aus dem Jahre 1958. Peter Rogers produzierte damit den ersten Film der Carry-On-Filmreihe.

## Inhalt
Sergeant Grimshaw möchte mit einem Erfolg in Pension gehen. Das Problem bei der Sache ist jedoch, dass seine neuen Rekruten dummerweise alte Rekruten sind. Ihm werden Wehrpflichtige zugeteilt, die ihren eigentlichen Zenit der Leistungsfähigkeit bereits überschritten haben. Natürlich stolpert diese Truppe von einem Missgeschick ins nächste. Als Grimshaw schon mit einer Katastrophe rechnet, zeigen seine Rekruten bei der die Ausbildung abschließenden Leistungsschau die beste Leistung aller angetretenen Abteilungen und bescheren ihrem Sergeanten einen erfreulichen Abgang.

## Bemerkungen
Im ersten Teil sind noch nicht alle Stammdarsteller präsent, jedoch treten Kenneth Williams, Kenneth Connor, Hattie Jacques und Charles Hawtrey schon hier auf. Auch einige der regelmäßigen Nebendarsteller (Eric Barker, Bill Owen, Terence Longdon, Norman Rossington, Cyril Chamberlain, Frank Forsyth, Anthony Sagar, Terry Scott und Ed Devereaux) gehören zur Besetzung. Die Hauptrolle wird dagegen vom Komiker Bob Monkhouse (Als die Bilder laufen lernten) verkörpert, der in keinem weiteren Film der Reihe auftrat.

## Deutsche Fassung
Die deutsche Synchronbearbeitung entstand 1959 in den Ateliers der Rank Film Synchronproduktion Hamburg. Das Dialogbuch verfasste Erwin Bootz, Synchronregie führte Edgar Flatau. Die deutsche Erstaufführung war dann am 29. Mai 1959.
| Rolle                 | Darsteller        | Synchronsprecher      |
| --------------------- | ----------------- | --------------------- |
| Sergeant Grimschau    | William Hartnell  | Walter Klam           |
| Charlie Sage          | Bob Monkhouse     | Hubert Hilten         |
| Mary Sage             | Shirley Eaton     | Roswitha Krämer       |
| Captain Potts         | Eric Barker       | Werner Lieven         |
| Nora                  | Dora Bryan        | Käthe Pontow          |
| Corporal Bill Copping | Bill Owen         | Friedrich Schütter    |
| Peter Goliath         | Charles Hawtrey   | Sebastian Fischer     |
| Harry Stark           | Kenneth Connor    | Joseph Offenbach      |
| Jim Bailey            | Kenneth Williams  | Wolf Rahtjen          |
| Miles Haywood         | Terence Longdon   | Gert Günther Hoffmann |
| Doktorin              | Hattie Jacques    | Katharina Treller     |
| Kammer-Sergeant       | Cyril Chamberlain | Werner Schumacher     |
| Andy Riesenberg       | Gerald Campion    | Gert Niemitz          |

## Kritiken
- „Parodie auf Kasernenhof-Lustspiele. (…) Einfache Unterhaltung nach erprobten Rezepten.“ – Lexikon des internationalen Films[3]

- „Shabby farce with humdrum script and slack direction, saved by energetic performances.“ (Halliwell’s Film & Video Guide, London 1998)